# Berounellidae
De Berounellidae zijn een familie van uitgestorven kreeftachtigen uit de klasse van de Ostracoda (mosselkreeftjes).

## Geslachten
- Nagyella Kozur, 1970 †
- Paraberounella †